# Amblygobius nocturnus
Amblygobius nocturnus là một loài cá biển thuộc chi Amblygobius trong họ Cá bống trắng. Loài này được mô tả lần đầu tiên vào năm 1945.

## Từ nguyên
Tính từ định danh nocturnus trong tiếng Latinh có nghĩa là "về đêm", hàm ý đề cập đến quan sát của Herre, vì ông cho rằng loài này và những loài cá bống khác ở Thái Bình Dương đều sống ở tầng đáy và chỉ ngoi lên mặt nước vào ban đêm.

## Phân bố và môi trường sống
A. nocturnus có phân bố rộng khắp khu vực Ấn Độ Dương - Thái Bình Dương. Ở Ấn Độ Dương thì loài này được biết đến tại biển Đỏ và vịnh Ba Tư, Maldives cùng Rodrigues và Seychelles, ở Tây Thái Bình Dương thì từ Thái Lan trải dài về phía đông đến quần đảo Marquises và Tuamotu (Polynésie thuộc Pháp), ngược lên phía bắc đến quần đảo Ryukyu (Nhật Bản), về phía nam đến Úc (bao gồm đảo Lord Howe) và đảo Rapa Iti.
A. nocturnus sống trên nền đáy cát và bùn ở đầm phá và trên rạn san hô, độ sâu đến ít nhất là 30 m.

## Mô tả
Chiều dài cơ thể lớn nhất được ghi nhận ở A. nocturnus là 10 cm. Cá có màu xám nhạt. Đầu và thân có các sọc hồng, đậm nhất ở đầu. Dọc gốc vây lưng có 8–9 xếp thành hàng. Vây lưng trước và sau có chiều cao bằng nhau; vây đuôi hơi nhọn.
Số gai ở vây lưng: 7; Số tia ở vây lưng: 13–15; Số gai ở vây hậu môn: 1; Số tia ở vây hậu môn: 13–15.

## Sinh thái
Thức ăn của A. nocturnus là vụn hữu cơ và động vật giáp xác nhỏ. Chúng sống theo cặp đơn phối ngẫu.

## Tình trạng phân loại
A. nocturnus là một loài thiếu vảy lược và cũng thiếu vảy ở giữa phần trước và phần trên của nắp mang, trái với nhiều loài Amblygobius khác. Do đó, A. nocturnus có thể xứng đáng được công nhận là một phân chi, trong trường hợp đó thì phân chi có tên là Yabotichthys (chi gốc của A. nocturnus) hoặc Diaphoroculius. Ba loài khác có cùng đặc điểm này với A. nocturnus là Amblygobius calvatus, Amblygobius cheraphilus và Amblygobius esakiae.